# Rankin (Texas)
Rankin è un comune (city) degli Stati Uniti d'America e capoluogo della contea di Upton nello Stato del Texas. La popolazione era di 778 abitanti al censimento del 2010.

## Geografia fisica
Rankin è situata a 31°13′28″N 101°56′27″W (31.224412, −101.940866).
Secondo lo United States Census Bureau, la città ha una superficie totale di 2,73 km², dei quali 2,73 km² di territorio e 0 km² di acque interne (0% del totale).
Si trova dell'incrocio tra la U.S. Route 67 e la Texas State Highway 329, nota localmente come Ranch Road 870.

## Società

### Evoluzione demografica
Secondo il censimento del 2010, la popolazione era di 778 abitanti.

### Etnie e minoranze straniere
Secondo il censimento del 2010, la composizione etnica della città era formata dall'87,15% di bianchi, l'1,93% di afroamericani, l'1,54% di nativi americani, lo 0% di asiatici, lo 0% di oceanici, l'8,61% di altre razze, e lo 0,77% di due o più etnie. Ispanici o latinos di qualunque razza erano il 27,63% della popolazione.